# Torre de Lapela
A Torre de Lapela localiza-se junto ao rio Minho, na freguesia de Troporiz e Lapela, município de Monção, distrito de Viana do Castelo, em Portugal.
Constituía a torre de menagem do antigo Castelo de Lapela, sendo hoje tudo o que resta daquele.
A Torre de Lapela está classificada como monumento nacional desde 1910.

## História
O Castelo de Lapela estava situado a poucos quilómetros a jusante de Monção, defendendo o vau do rio Minho. 
O padre António Carvalho da Costa, Pinho Leal e José Augusto Vieira atribuem a sua fundação a Lourenço Gonçalves de Abreu, um fidalgo muito principal, senhor do couto de Merufe, lugares de Sanfins, Lapela, Barbeita, Regalados e de outras terras do Alto Minho, pelo facto de este ter combatido na Batalha de Arcos de Valdevez ao lado de D. Afonso Henriques e de seu pai, Gonçalo Martins de Abreu, pensando-se que tenha sido encarregue por  D. Afonso Henriques de erguer aquela fortificação, ficando a ser seu primeiro Alcaide-Mor.
A última campanha de obras conhecida data do reinado de D. Manuel I, monarca que reforçou a estrutura e a entregou a Lopes Gomes de Abreu, senhor das fortificações do Alto Minho interior. 
A partir daqui, a história deste castelo é a de uma progressiva destruição. Após a Restauração da Independência, em 1640, e até aos inícios do século XVIII, a necessidade da reformulação da praça de Monção obrigou à integração de muita pedra. Junto ao rio, comunicando facilmente com a atual sede de concelho, nada mais fácil que desmantelar-se o velho castelo medieval de Lapela, em benefício de uma vizinha fortaleza moderna e apta a responder às exigências da guerra.
O restauro parcial da estrutura aconteceu em 1940, no contexto das comemorações do Duplo Centenário da Fundação e da Restauração da Independência, organizadas pelo Estado Novo. A torre foi objeto de um restauro seletivo, de impacto cenográfico - como se comprova pela feitura de novas ameias - mas que descurou o estudo do local e da área envolvente. 
Em 2016, foi reabilitada com a restauro da torre de menagem, a beneficiação do pavimento envolvente e a valorização dos canastros existentes. Abriu ao público em 27 de maio de 2016 como Núcleo Museológico da Torre da Lapela.

## Características
Em aparelho de pedra, apresenta planta quadrangular com cerca de 10 metros de lado e 35 metros de altura. As suas paredes têm três metros de espessura.
Tem uma única entrada na fachada norte a cerca de 6 metros acima do solo encimada com o brasão das armas do Reino de  Portugal.